# SauerlandRadring
Der SauerlandRadring ist eine Radwanderroute im Sauerland und verläuft in Form von zwei Rundwegen, die zwischen Sallinghausen und Bremke einen kurzen gemeinsamen Abschnitt aufweisen. Die Südschleife verläuft über Finnentrop, Eslohe, Bad Fredeburg, Schmallenberg und Lennestadt. Die Nord- oder Henneschleife verläuft über Meschede, Wennemen, Wenholthausen, Bremke und am Ostufer des Hennesees. Er ist im Wesentlichen auf den Trassen der früheren Bahnstrecken Finnentrop-Wennemen und Altenhundem–Wenholthausen angelegt und folgt auch dem Flusslauf der Lenne und des Hennesees, so dass die Strecke nur geringe Steigungen enthält. Teilweise läuft der SauerlandRadring gemeinsam mit dem Ruhr-Sieg-Radweg, der Lenneroute und dem RuhrtalRadweg.

## Geschichte
Bereits in den neunziger Jahren entstand der Bahntrassenradweg zwischen Lenhausen und Fehrenbracht. Dieses als R 16 ausgewiesene Teilstück wurde zu 80 Prozent durch das Land NRW finanziert. Zwischen 2004 und 2006 wurde der Bahntrassenradweg zwischen Bremke und Schmallenberg hergerichtet. 2007 folgte dann das Teilstück zwischen Fehrenbracht und Eslohe, welches auch den Kückelheimer Tunnel umfasst. Mit Fertigstellung dieser Maßnahme begann auch die offizielle Vermarktung als SauerlandRadring am 26. Mai 2007. Der ausgewiesene Rundweg umfasste zunächst nur die 84 Kilometer lange Südschleife über Eslohe, Finnentrop, Lennestadt und Schmallenberg. Im Frühjahr 2009 begann auch der Ausbau zwischen Wennemen und Sallinghausen. Mit Fertigstellung dieses Abschnittes wurde 2012 der als Henne- oder Nordschleife bezeichnete 40 Kilometer lange Rundkurs nach Meschede eröffnet. 2018 wurde ein 1,2 Kilometer langes Teilstück auf der Henneseeschleife zwischen Nichtinghausen und Hennesee-Vorbecken eröffnet, dass entlang der B 55 in Tallage führt. Zuvor verlief der Radweg ab Nichtinghausen über einen Berg und Erflinghausen zum Hennesee.

## Streckenverlauf

Überführungsbauwerke wie hier in Wenholthausen wurden im Zuge des Radwegebaus entfernt

Der Radweg verläuft zum Teil auf ehemaligen Bahntrassen, wodurch er als steigungsarm gilt. In die Bahntrassenverläufe wurde an vielen Stellen eingegriffen. So wurden Überführungsbauwerke über Straßen entfernt. In solchen Fällen steigt der Radweg auf Straßenniveau herab und anschließend wieder auf den Bahndamm hinauf. Außerdem wurde der Radweg an einigen Stellen im Bereich von Betrieben zur Standortvergrößerung umgelegt. Beide Rundwege nutzen einen 2,8 Kilometer langen gemeinsamen Abschnitt zwischen den Knotenpunkten 44 und 45 zwischen Sallinghausen und Bremke.

### Nord-/Henneseeschleife
Beginnend ab Meschede verläuft die Nordschleife parallel auf einem eigenen Radweg neben der Landesstraße 743 (ehemalige Bundesstraße 7), bis dieser hinter Stockhausen am Knotenpunkt 28 abzweigt und durch den Ort Wennemen geführt wird. Hinter dem ehemaligen Bahnhof kreuzt der Radweg die Gleise und wird dann auf den Bahndamm der ehemaligen Bahnstrecke Wennemen-Finnentrop geleitet. Dem Bahndamm folgt der Radweg bis Wenholthausen, wobei einige Unterbrechungen an ehemaligen Straßenüberführungen und an einem Holzhof in Berge auftreten. Hinter Wenholthausen zweigt die Strecke nach Finnentrop ab, die in diesem Bereich nicht als Radweg ertüchtigt wurde. Für ein kurzes Stück folgt der Radweg noch der Bahnstrecke Wenholthausen–Altenhundem, bis der Radweg bei Sallinghausen den Bahndamm verlässt und straßenbegleitend über Bremke, Reiste und Nichtinghausen der B 55 bis zum Hennesee folgt. Bei Sallinghausen schließt die Südschleife am Knotenpunkt 44 Richtung Finnentrop an. Am Knotenpunkt 45 in Bremke schließt die Südschleife nach Schmallenberg an. Bei Mielinghausen quert der Radweg über den Hennedamm den Hennesee. Ab hier folgt der Radweg einem Randweg entlang des Hennesees bis zur Hennestaumauer. Von hier steigt der Radweg in die Innenstadt von Meschede ab.

## Fledermaustunnel

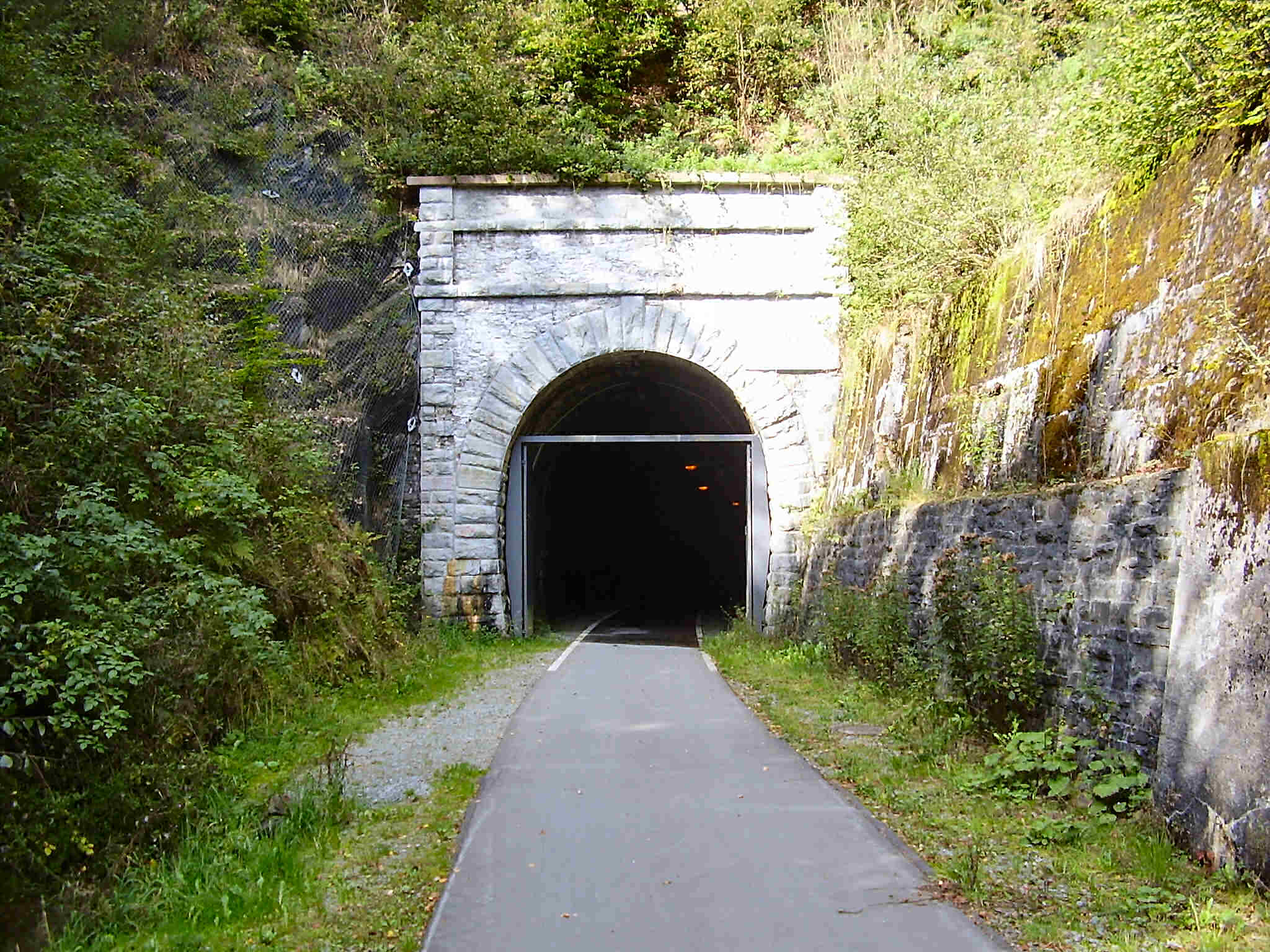
Ostportal des Kückelheimer Tunnels („Fledermaustunnel“), im Winter wird die Einfahrt mittels Toren verschlossen.

Der auch als Fledermaustunnel bezeichnete 689 Meter lange Kückelheimer Tunnel liegt zwischen den Ortschaften Kückelheim und Fehrenbracht an der abgebauten Strecke Finnentrop–Wennemen. Der im Jahr 2007 für Fußgänger und Radfahrer freigegebene ehemalige Eisenbahntunnel wird während des Winters regelmäßig für fünf Monate gesperrt, damit Fledermäuse in ihm ungestört überwintern können. Die Schließung erfolgt am 1. November und die Öffnung spätestens am 9. April. Bei Bedarf kann die Öffnung allerdings früher erfolgen, wenn alle Tiere den Winterschlaf beendet haben. Während der Schließzeiten wird eine Umleitungsstrecke ab Sieperting über Niedersalwey, Obersalwey und Schliprüthen nach Fehrenbracht empfohlen. Diese Alternativerbindung verläuft zu einem Großteil über die Fahrbahn der L 519 und die K 23. Die Fledermaus ist zudem im Logo des Radrings erkennbar.

## Unfälle
Im Juli 2014 wurde ein 66-Jähriger Radfahrer zwischen Berge und Wenholthausen von einer umgefallenen Eiche getroffen und starb durch die schweren Kopfverletzungen am selben Tag im Krankenhaus. In dem anschließenden Gerichtsverfahren wurde dem Landesbetrieb Straßenbau vorgeworfen, seiner Verkehrssicherungspflicht bei der Vegetationspflege nicht nachgekommen zu sein. Die anwesenden Polizeibeamten gaben nach Untersuchung des Unfallortes zu Protokoll, dass die Eiche morsch gewesen sei. Eine genaue Untersuchung des umgestürzten Baumes konnte in dem Verfahren nicht vorgenommen werden, da Mitarbeiter des Landesbetriebes Straßenbau den Baum bereits zersägt hatten, bevor ein Sachverständiger ihn begutachten konnte. Letztendlich einigten sich die Hinterbliebenen und der Landesbetrieb Straßenbau auf einen Vergleich, bei dem das Land NRW den Hinterbliebenen 70.000 Euro zahlt. Zwei Monate nach dem Vorfall ist ein weiterer Baum auf den Radweg gefallen, worauf dieser zwischen Berge und Wenholthausen voll gesperrt wurde. Der Radweg blieb mehrere Monate gesperrt und wurde in dieser Zeit durchforstet. In der Folge hat Straßen NRW die Vegetationskontrolle intensiviert und den Radweg bei Bedarf in diesem Teilabschnitt gesperrt. Radfahrer müssen dann auf die stark befahrene Landstraße 541 ausweichen.

## Ausbaumaßnahmen

### Lenhauser Tunnel

Die Arbeiten für die Brücke über die Ruhr-Sieg-Strecke und die B 236 ruhen seit 2014

Im Bereich Lenhausen ist geplant, den Radweg durch den Lenhauser Tunnel der ehemaligen Bahnstrecke Wennemen – Finnentrop zu führen. So soll der Ort auf einem kürzeren Weg umfahren werden und Radfahrer können den Straßenverkehr meiden. Dazu wurde bereits 2014 eine Auffahrt mit Aussichtsplattform zwischen Lenne und Ruhr-Sieg-Strecke errichtet. Zur Vollendung des Teilstücks muss noch eine Brücke über die Ruhr-Sieg-Strecke und B 236 errichtet und der Tunnel für den Radverkehr ertüchtigt werden. Den Lenhauser Tunnel hat die Stadt Finnentrop allerdings für 25 Jahre bis 2027 an einen Schießverein verpachtet, welcher hier einen Übungsstand einrichtete und entsprechend umgebaut hat. Der Schießverein ist nicht bereit, den Pachtvertrag vorzeitig zu kündigen, wenn die Stadt Finnentrop keinen gleichwertigen Ersatz bereitstellt. Der Streit zwischen beiden Parteien ging vor das Oberlandesgericht Hamm, wobei der Schießverein Recht in der Angelegenheit bekommen hat. Die Gemeinde Finnentrop hatte dem Jagd- und Sportschützenverein Frettertal daraufhin ein Grundstück im Industriegebiet Frielentrop angeboten, auf dem der Verein auf eigene Kosten eine Schießstätte errichten kann. Der Verein hat dies abgelehnt, da er finanziell nicht in der Lage sei, den Bau der Immobilie zu tragen. Finnentrops Bürgermeister Dietmar Heß drohte dem Verein daraufhin mit einem Planfeststellungsverfahren, um Baurecht für den Tunnel zu erlangen.

### Borghausen – Trockenbrück
Zwischen Borghausen und Trockenbrück im Teilabschnitt Finnentrop – Lennestadt soll der Radweg entlang der B 236 fortgeführt werden. Der notwendige Platz für den neuen Radweg soll durch eine Stützwand zur Lenne geschaffen werden. Bislang endet der straßenbegleitende Radweg in Borghausen und Radfahrer müssen über einen schmalen und nichtasphaltierten Feldweg in diesem Bereich ausweichen. Ein Realisierungstermin für die Maßnahme ist nicht absehbar, da die Kreuzung zwischen B 236 und B 55 in diesem Bereich neugestaltet werden soll, wozu eine Brücke über die Lenne und ein Kreisverkehr eingerichtet werden sollen. Da der Radweg durch die Maßnahme beeinflusst wird, ist nicht absehbar, ob der Radweg schon zuvor angelegt werden kann.

### Lenne – Störmecke
Im Abschnitt Lenne – Störmecke zwischen Lennestadt und Schmallenberg soll der Radweg von seinem heutigen Verlauf über die B 236 auf einen eigenständigen Radweg verlegt werden. In der Vergangenheit hatte der Landesbetrieb Straßen NRW bereits erfolglos versucht den Grund für diesen neuen Radweg zu erwerben. Nach Verhandlungsübernahme durch die Anliegerkommunen, konnte auf Lennestädter Gebiet eine Lösung für den Grunderwerb gefunden werden. Auf Schmallenberger Gebiet laufen die Verhandlungen noch.

## Anreise

### PKW
An den Rundwegen befinden sich zahlreiche Parkplätze, die zum Teil für den Radring angelegt wurden und auch in dem Verlaufsplänen eingezeichnet sind. Dort kann der Wagen abgestellt werden.

### Bahn
Entlang des Radweges befinden sich die Stationen Meschede, Finnentrop, Lennestadt-Grevenbrück, Lennestadt-Meggen und Lennestadt-Altenhundem, welche regelmäßig von Nahverkehrslinien bedient werden. In Meschede hält die Linie RE 17 Hagen–Warburg (-Kassel). Die Linie RE 57 fährt von Dortmund nach Winterberg oder Brilon Stadt. Finnentrop und Lennestadt sind durch die Linien RE 34 und RB 91 mit Siegen, Hagen und Dortmund verbunden.

### Bus
Die Busse der Linie S90 zwischen Schmallenberg und Meschede verkehren an Sonn- und Feiertagen ab Ende April bis Ende Oktober mit Fahrradanhängern. Zwischen Bad Fredeburg und Meschede wird jedoch ein Linienweg abseits des SauerlandRadrings befahren.